# Ivinghoe
Ivinghoe est une paroisse civile et un village du Buckinghamshire, en Angleterre.